# PMR-3
Die PMR-3 ist eine im ehemaligen Jugoslawien hergestellte und während der Jugoslawienkriege eingesetzte Stockmine, aus der Gattung der Antipersonenminen. Sie ist das weiterentwickelte Nachfolgemodell der PMR-2.

## Beschreibung
Der Minenkörper der PMR-3 besteht aus Stahl und hat eine zylindrische Form, der Boden ist konisch geformt. Die obere Seite ist durch einen gewölbten Deckel mit einer zentrischen Bohrung für den Zünder abgeschlossen. Im Stahlkörper sind sechs Ringnuten eingedreht. Seitlich sind zwei Haltebolzen eingesetzt, um den Minenkörper auf den Aluminiumstock aufzusetzen. Die Mine kann je nach Lage und Einsatz mit dem Zünder nach oben oder unten aufgesteckt werden, dadurch ändert sich die Höhe des Auslösedrahtes. Oben mittig ragt der eingeschraubte Zug-Druck-Zünder heraus, dessen vier abstehende Stahlstifte die Druckfläche bilden.

## Zünder und Einsatz

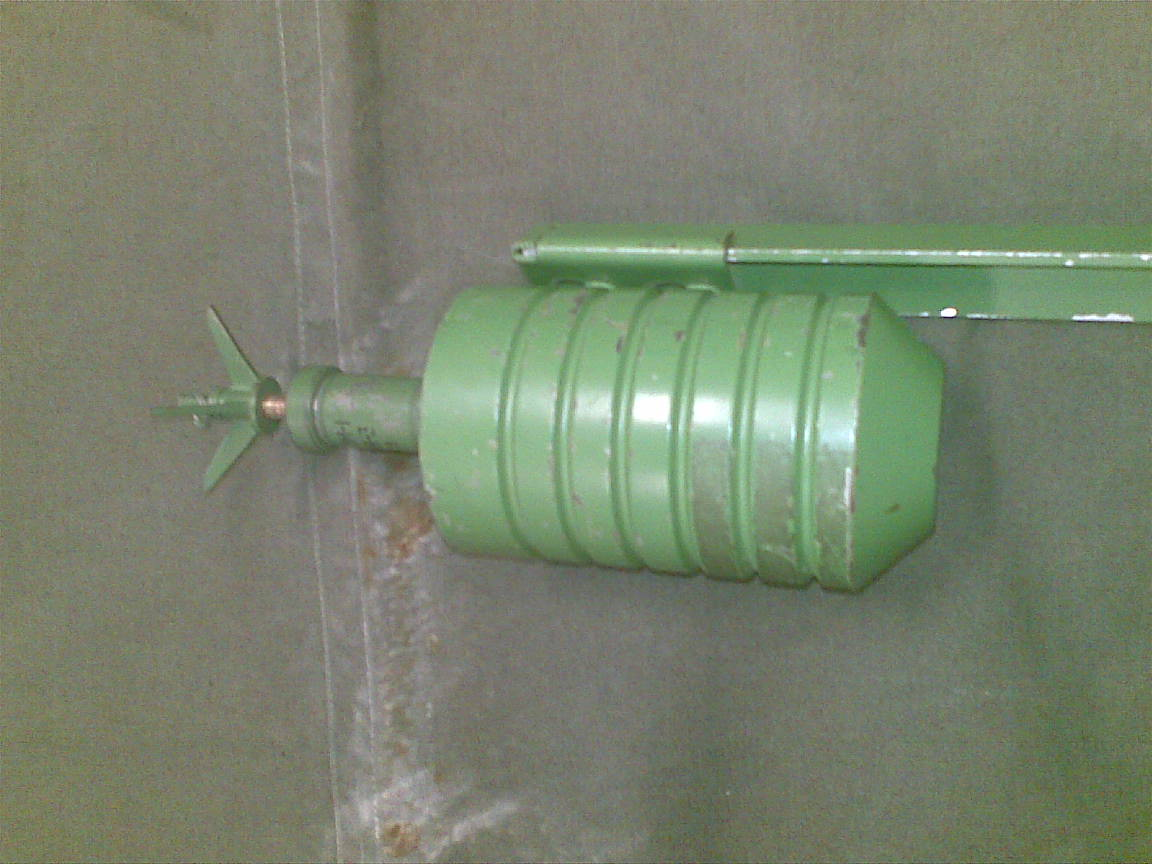
Minenkörper der PMR-3

Die PMR-3 kann mit den beiden Zug-Druck-Zündern UPMR-3 und UPROM-1 bezündert werden, letztere ist derselbe Zünder, der auch in der Springmine PROM-1 verwendet wird. Nach Entfernen des Sicherungsclips am Zünder ist die Mine scharf. Bei einem Druck ab ca. neun Kilogramm von oben oder einem seitlichen Zug am Auslösedraht ab ca. drei Kilogramm schlägt der vorgespannte Schlagbolzen auf die Initialladung, die über die Verstärkerladung die Wirkladung initiiert.

## Weblink
- Übersicht über mehrere jugoslawische Schützenminen